# 교하동
교하동(交河洞)은 대한민국 경기도 파주시의 행정동이다.

## 역사
교하라는 명칭은 교하동의 서쪽에서 흐르는 한강과 북동쪽에서 흐르는 임진강이 이 지역에서 합류하여 서해로 들어가기 때문에 생긴 것이다. 교하동은 고구려 천정구현(泉井口縣)이라 불렸는데 신라 경덕왕 때 교하군(交河郡)으로 개칭되었다.
원래의 교하동은 지금의 교하동, 운정1~3동, 금촌1~3동, 탄현면을 포괄하는 지역이었는데, 1914년 행정구역 폐합 때 와석면, 청석면, 탄현면, 아동면으로 나뉘었고, 1934년 4월 1일 조선총독부 경기도령 제4호에 따라 와석면과 청석면 일원을 합하여 교하면으로 개칭하였다.
2002년 4월 1일 파주시 조례에 따라 교하읍으로 승격되었다. 교하지구와 운정신도시 개발에 따른 인구 증가로 2011년 7월 25일 교하읍이 4개 동(교하동, 운정1~3동)으로 전환되었다.
2023년 1월 9일에는 교하동의 일부가 행정동 운정5동과 운정6동으로 분리됐다.

## 법정동
- 문발동(文發洞) 일부
- 산남동(山南洞)
- 서패동(西牌洞)
- 송촌동(松村洞)
- 신촌동(新村洞) 일부
- 연다산동(煙多山洞) 일부
- 오도동(吾道洞)
- 교하동(交河洞) 일부
- 다율동(多栗洞) 일부
- 당하동(堂下洞) 일부
- 동패동(東牌洞) 일부
- 하지석동(下支石洞)

## 교육
- 교하초등학교
- 심학초등학교
- 문발초등학교
- 두일초등학교
- 청석초등학교
- 동패초등학교
- 석곶초등학교

## 문화재
- 파주 다율리 당하리 지석묘군 - 경기도 기념물 제129호